# HMS Sandwich (L12)
«Сендвіч» (англ. HMS Sandwich (L12) — військовий корабель, шлюп типу «Бріджвотер» Королівського військово-морського флоту Великої Британії за часів Другої світової війни.

## Історія створення
Шлюп «Сендвіч» був закладений 9 лютого 1928 року на верфі Hawthorn Leslie and Company у Геббурні. 29 вересня 1928 року він був спущений на воду, а 23 березня 1929 року увійшов до складу Королівських ВМС Великої Британії.

## Історія служби
На момент замовлення «Сендвіч» і його однотипний корабель «Бріджвотер» призначалися для служби в Перській затоці. Але спочатку їх доправили на Китайську станцію, де вони замінили старі шлюпи «Фоксглоув» і «Блюбелл». У жовтні 1931 року шлюп знову прибув до Гонконгу з новим екіпажем, і залишався у складі флотського угруповання Китайської станції. Під час Шанхайського інциденту на початку 1932 року «Сендвіч» разом із крейсером «Корнуолл» базувався в Шанхаї. 23 березня 1932 року, в Шанхаї, американський есмінець «Стюарт» зіткнувся з «Сендвіч» і двома китайськими баржами. У той час як «Сендвіч» зазнав мінімальних пошкоджень, американський есмінець постраждав більше, потребував заміни гвинта. Коли 31 січня 1935 року британський пароплав «Тунчжоу» зник безвісти під час рейсу між Шанхаєм і Яньтаєм, будучи захопленим піратами, «Сендвіч» був одним із кількох військових кораблів, відправлених на пошуки зниклого судна. Пірати покинули «Тунчжоу», коли корабель помітили літаки з авіаносця «Гермес».
У січні 1938 року, під час Другої японо-китайської війни, «Сендвіч» висадив людей у Вейхайвеї, щоб захистити британську власність від заворушень, коли японські війська просувалися до міста.

### Друга світова війна
21 червня 1940 року німецький підводний човен U-47 Г. Пріна атакував торпедами одночасно три транспортних судна з конвою HX 49. Одна влучила в британський танкер «Сан-Фернандо» водотоннажністю 13 056 тонн, який з 13 500 тоннами сирої нафти та 4200 тоннами мазуту прямував з Кюрасао до Англії. Уражений танкер був узятий на буксирування двома буксирами, але через важкі пошкодження наступного дня затонув, екіпаж із 49 чоловік підібрали корвет «Фої» та шлюп «Сендвіч».
Протягом 1940-1941 років корабель супроводжував конвої на Гібралтар та в Північній Атлантиці.
31 липня]1942 року британські шлюпи «Ерн», «Рочестер» і «Сендвіч» виявили на схід від Азорських островів німецький човен U-213, який був атакований та потоплений; загинули усі 50 членів екіпажу.
26 жовтня 1942 року «Сендвіч» увійшов до складу конвою KMS-2 з вантажами для військ, що брали участь в операції «Смолоскип». Надалі базувався в Гібралтарі. Протягом червня-листопада 1944 року базувався в Бриндізі, ніс ескортну службу у Середземному морі.
Планований ремонт був скасований у зв'язку зі зношеністю систем та механізмів. Після невеликого ремонту в Гібралтарі у січні 1945 року «Сендвіч» був переведений в Бізерту, де поставлений на прикол. Зданий на злам у 1946 році.